# Kloten
Kloten es una ciudad y comuna suiza del cantón de Zúrich, situada en el distrito de Bülach. Limita al norte con las comunas de Winkel y Lufingen, al noreste con Oberembrach, al este con Nürensdorf y Bassersdorf, al sur con Dietlikon, Wallisellen y Opfikon, y al oeste con Rümlang.
La comuna es conocida por ser la sede del Aeropuerto Internacional de Zúrich, también conocido como Zúrich-Kloten.

## Transportes
Ferrocarril
Cuenta con una estación ferroviaria en el centro de la ciudad donde paran trenes de cercanías pertenecientes a la red S-Bahn Zúrich. En la comuna existe también la estación de Zúrich-Aeropuerto situada en el aeropuerto de Zúrich, donde además de trenes de cercanías también efectúan parada trenes de larga distancia.